# Türk Yıldızları
Les Türk Yıldızları (Étoiles de Turquie) est une unité de l'armée de l'air turque qui forme l'équipe nationale de patrouille acrobatique de la Turquie. Elle a été créée le 7 novembre 1992 et nommée Türk Yıldızları le 11 janvier 1993.
L'équipe fait ses démonstrations à l'aide de huit NF-5 Freedom Fighter, ce qui en fait l'une des rares équipes nationales à voler sur avion supersonique, et la seule à utiliser huit avions supersoniques[réf. nécessaire]. Pour ses besoins, elle maintient en état 12 avions dont deux biplaces. L'équipe a recours à un C-130 Hercules puis un C-160 Transall et un CASA CN-235 pour le transport de matériel de soutien[Quand ?].

## Historique
L'équipe a un statut d'escadron complet et est désignée 134 Akrotim Filo (134e Escadron de voltige), elle est stationnée sur la base aérienne de Konya près de la ville du même nom. L'équipe a toujours piloté le NF-5 Freedom Fighter, la version néerlandaise du CF-5 construit au Canada et mise en service entre 1969 et 1972, qui est une production sous licence du Northrop F-5 Freedom Fighter américain. La force aérienne royale néerlandaise les a retirés du service en 1991. Depuis 1987, plusieurs dizaines sont ensuite livrés à la Turquie.
Ces appareils ont vu leurs éjecteurs de leurres et leurs canons retirés, et certains panneaux de fuselage modifiés pour réduire la traînée. La console du pilote a également été modifiée pour plus d'ergonomie. Les miroirs de cockpit sont des miroirs de F-4 Phantom, offrant une meilleure visibilité, et les réservoirs de bout d'aile contiennent de la peinture et une pompe pour l'injecter dans les tuyères des moteurs.
9 NF-5A monoplaces et 1 NF-5B biplace, qui ont été affectés à la patrouille acrobatique, ont été remis en juillet 1994 à la suite de l'achèvement des modifications. En 2000, en plus des modifications susmentionnées, des caméras VTR 3 axes ont été montés afin de améliorer l'efficacité des évaluations des performances après le vol. En 2011, la patrouille réalise des démonstrations et des activités de formation avec 10 avions NF-5A et 6 NF-5B
.
La première démonstration, avec quatre avions, a eu lieu le 19 juin 1993; depuis 2004, elle évolue avec 8 avions.
À Bakou en Azerbaïdjan le 24 août 2001, le Türk Yıldızları a fait une démonstration devant plus d'un million de personnes, ce qui est un record mondial.
À partir de 2010, les avions monoplace NF-5A et biplace NF-5B ont subi la mise à niveau de prolongation de vie NF-5-2000 : ils sont actuellement désignés NF-5A-2000 et NF-5B-2000.
Le 12 mars 2012, un NF-5 s'écrase lors d'un entrainement à deux kilomètres de sa base, tuant son pilote.
Le 7 avril 2021, un  autre NF-5 s'écrase, tuant son pilote, près de la base de Konya.
Le 14 mars 2024, un  NF-5 s'écrase sur un chantier de construction près de l’aéroport de Konya. Le pilote s'est éjecté, un ouvrier a été tué au sol.
Il est prévu qu'à la fin des années 2025, les NF-5 soient remplacés par le TAI Hürjet.

## Galerie de photographies

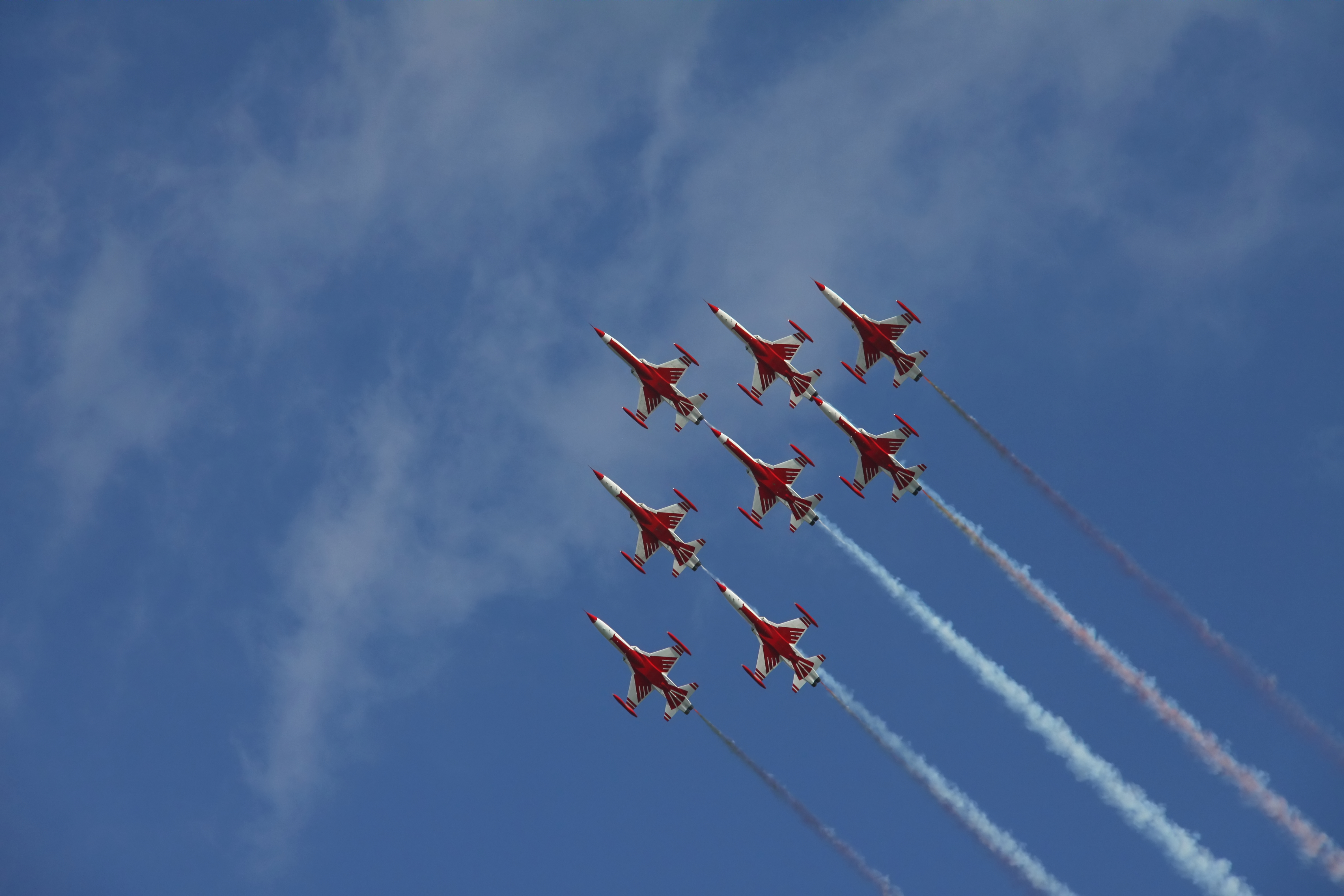
Les Türk Yıldızları font une démonstration de voltige aérienne lors d'un meeting aérien à Kecskemét en Hongrie en 2010.
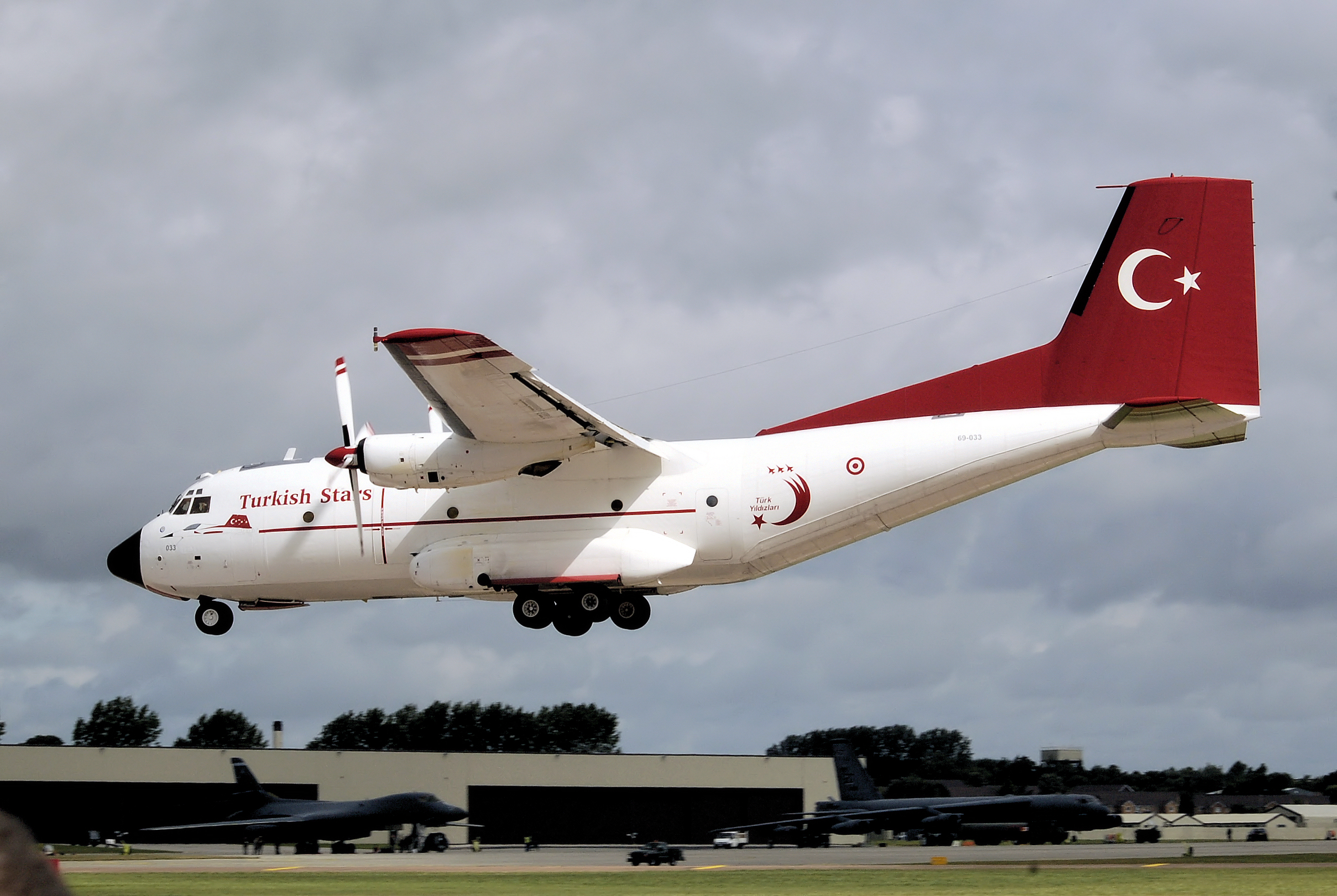
L'un des avions de support de l'équipe, un C-160D Transall de l'armée de l'air turque, au moment de son atterrissage en 2008.
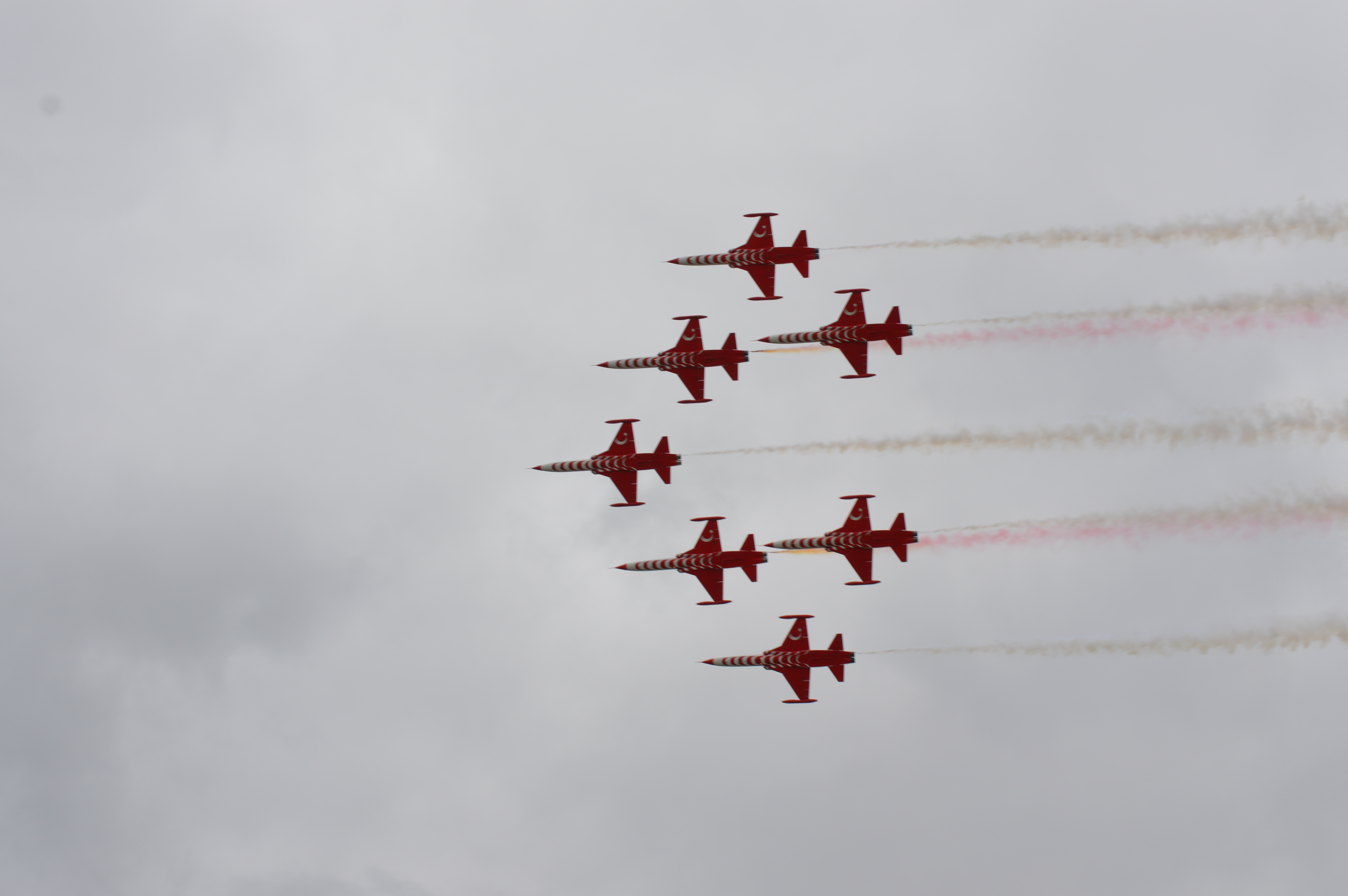
EN 2016 à la BA de Skrydstrup.
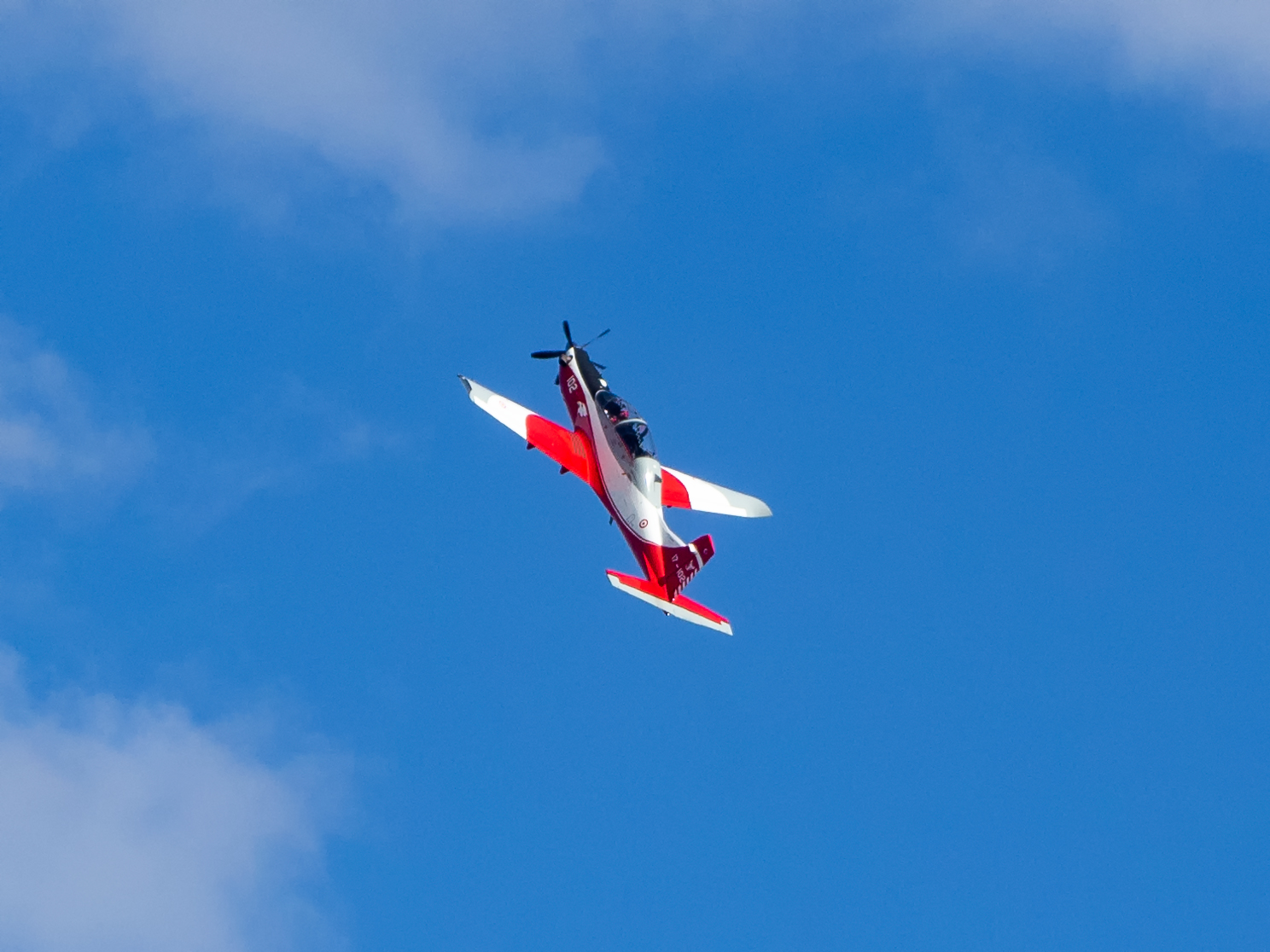
TAI Hürkuş en vol.
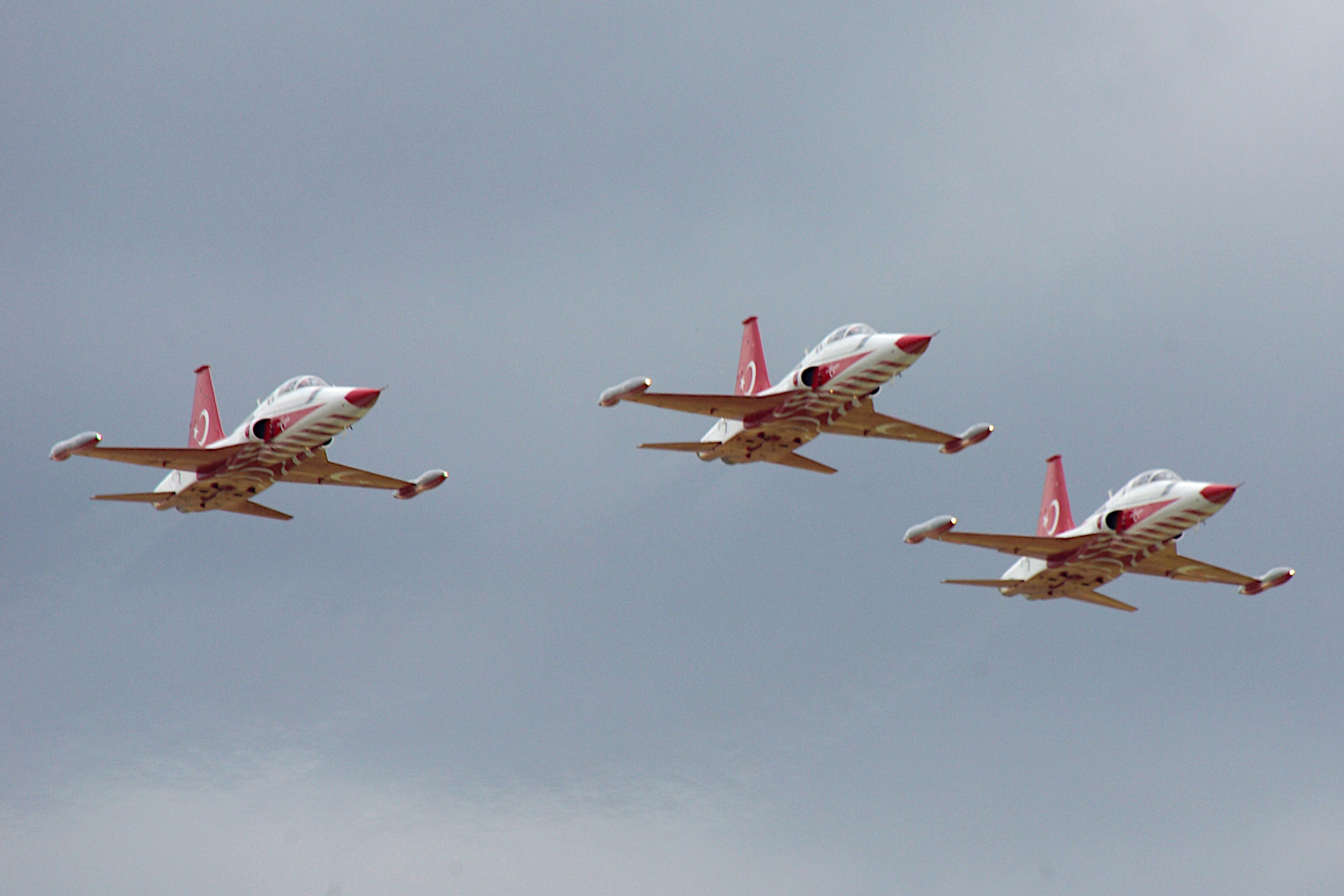
Plusieurs NF-5A.
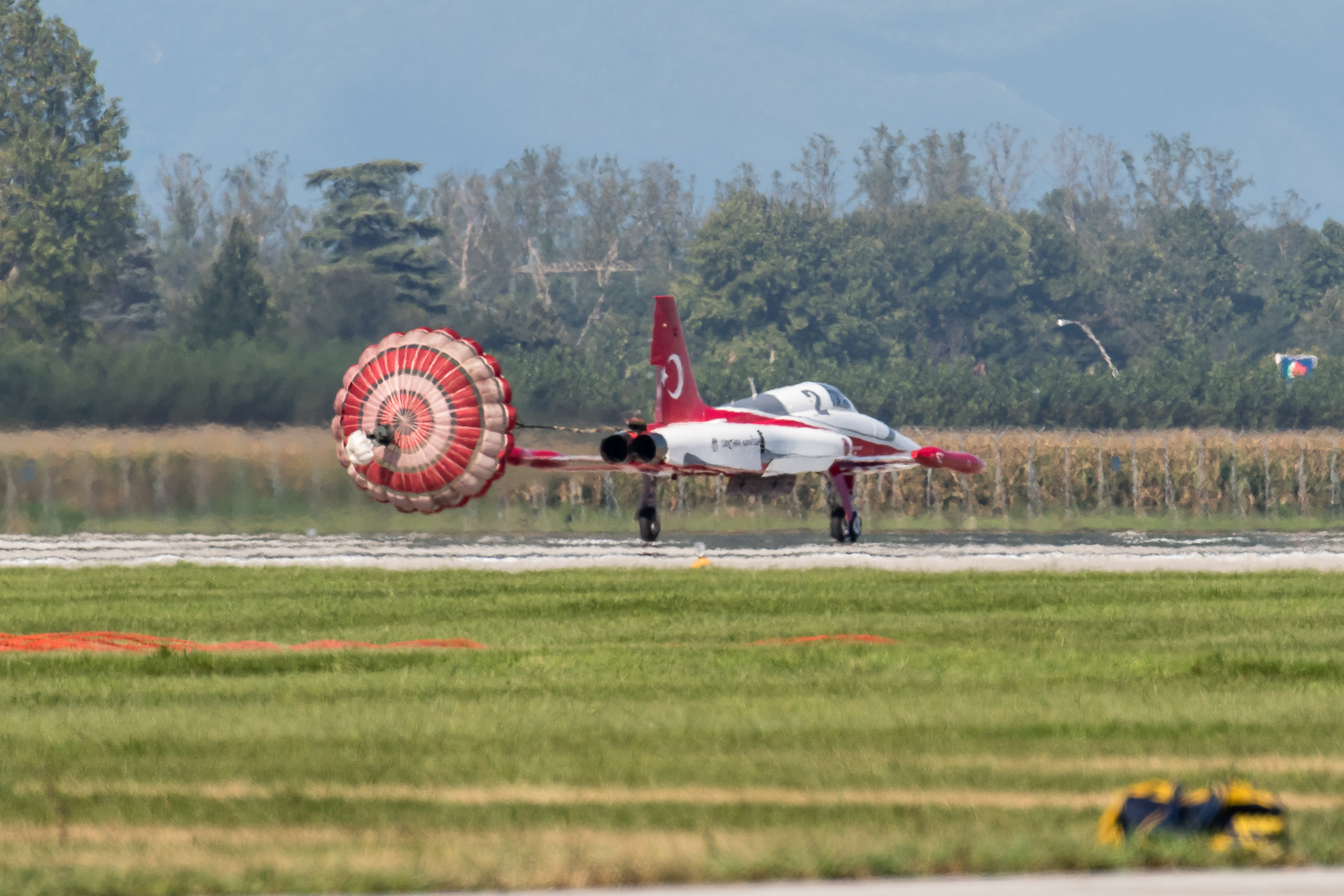
NF-5B avec sa catapulte.